# إنشراح خانم أفندي
إنشراح خانم أفندي هي زوجة السلطان العثماني محمد السادس العثماني. وُلدت في 10 يوليو 1887 في باطوم، وتوفيت في 10 يونيو 1930 في القاهرة.